# تریومف ۱۵۰۰

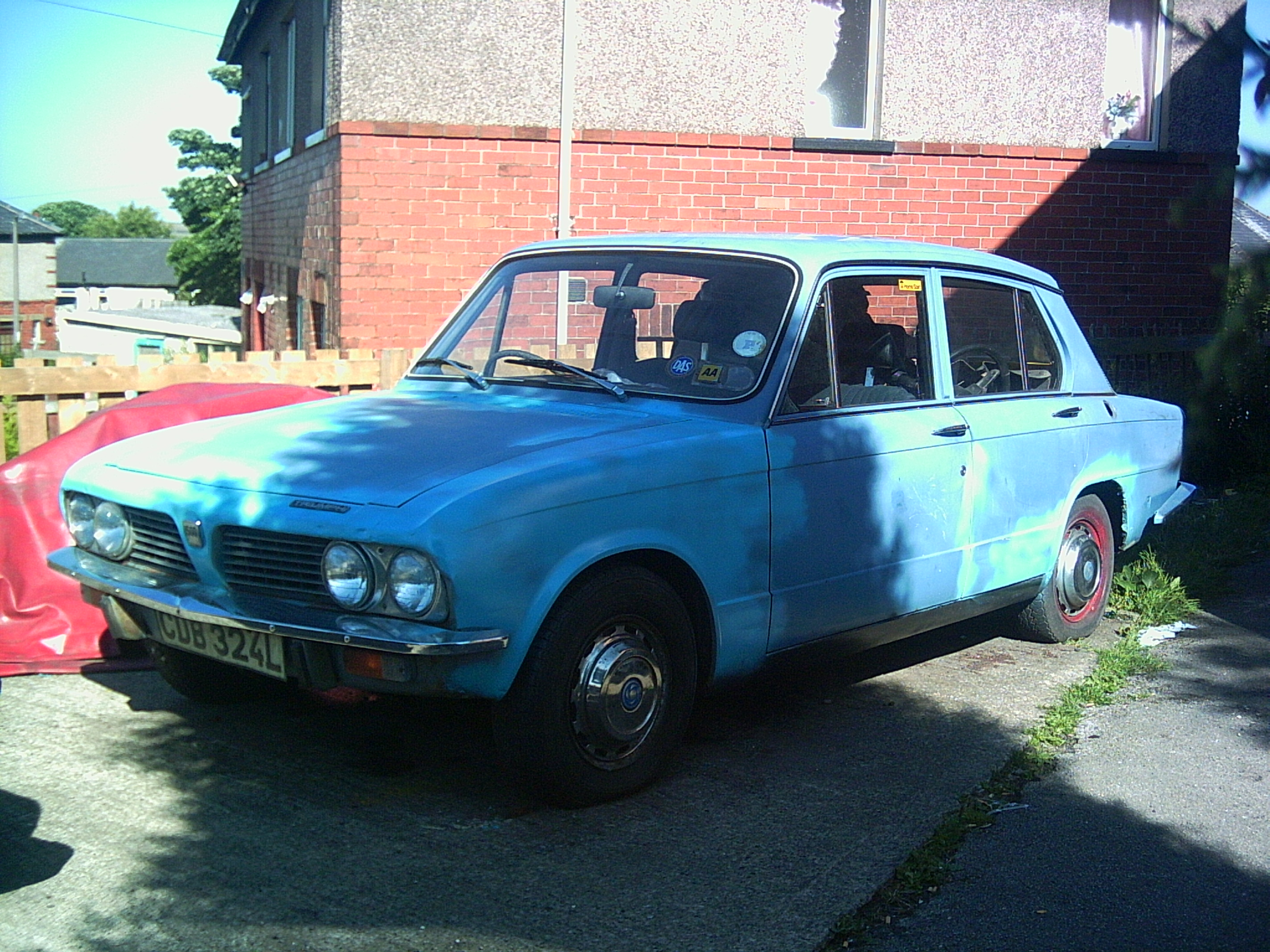

تریومف ۱۵۰۰ (Triumph ۱۵۰۰) خودرویی است که در سال‌های ۱۹۷۰ تا ۱۹۷۶۶۶،۳۵۳ ۱۵۰۰
۲۵،۵۴۹ ۱۵۰۰TC madeتولید شده‌است.
موتور آن ۱۴۹۳ سی‌سی سیستم جعبه‌دندهٔ آن دنده به صورت دستی است.

## نگارخانه

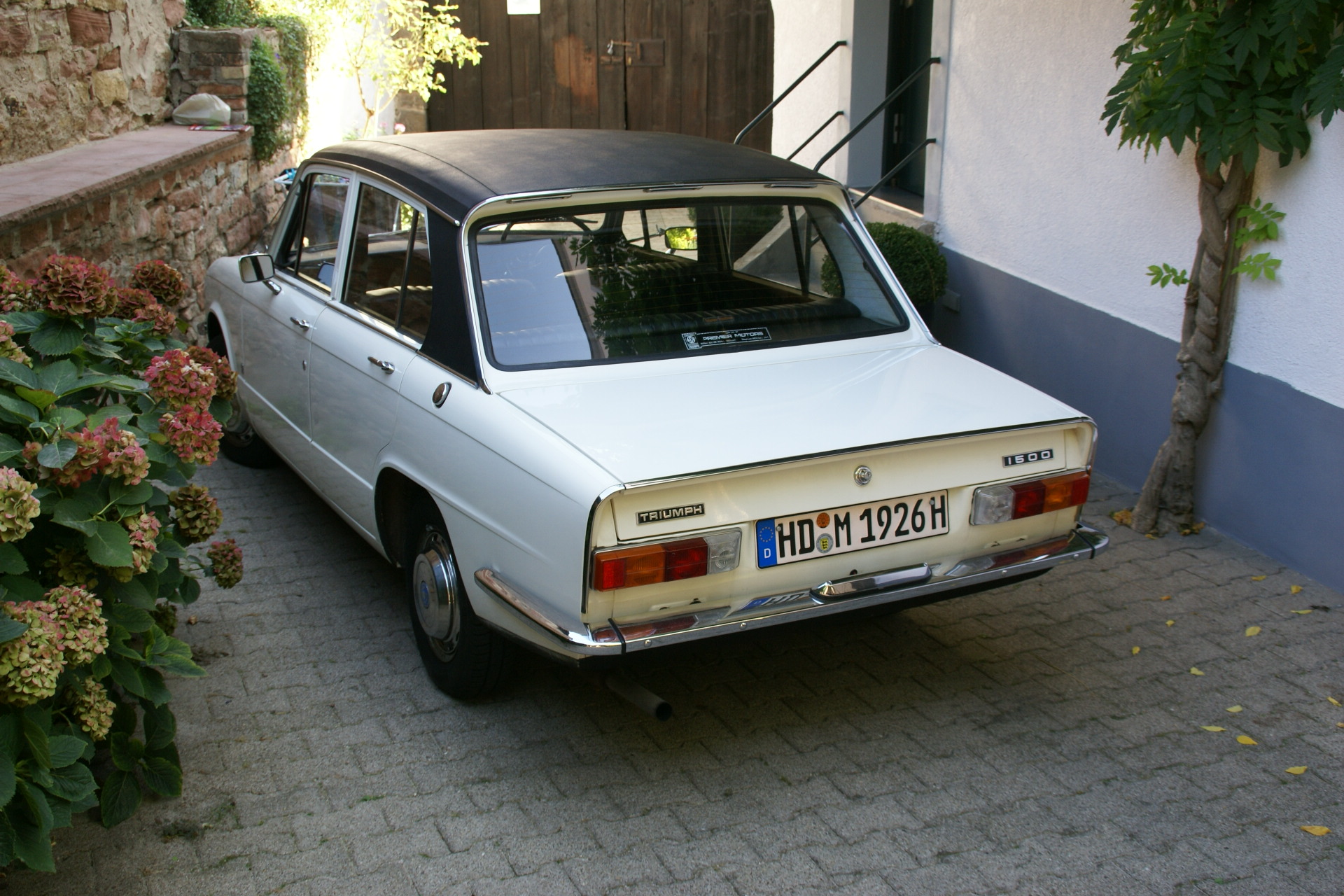